# Idioma pele-ata
El idioma ata, también llamado pele-ata o wasi, es una lengua aislada hablada en isla de Nueva Bretaña en Papúa Nueva Guinea. Se ha conjeturado sobre la posibilidad de un parentesco con el anêm otra lengua aislada de Nueva Bretaña y el yélî dnye una lengua aislada de la Isla Rossel, y se ha llegado a postular un grupo filogenético Yele-Nueva Bretaña, aunque todavía no existen evidencias sólidas en su favor.